# Цеље
Цеље (словен. Celje) је град у Словенији и најважније насеље Савињске регије. Цеље је и управно средиште истоимене општине Цеље.

## Географски положај
Град Цеље се сместио у средишњем делу Словеније, 70 km североисточно од престонице Љубљане. У Цељу се укрштају путеви од Љубљане на западу ка Марибору на североистоку, од Зиданог Моста на југу, Велења до Словењ Градеца на северозападу као и Рогашке Слатине на истоку. Најважнији ауто-пут у држави између Љубљане и Марибора (А1) пролази северно од Цеља.

## Природне одлике
Град Цеље лежи на реци Савињи у југоисточном делу простране и густо насељене Цељске долине, на месту где се у реку уливају мање реке Воглајна и Ложница. Град је на надморској висини од 238 - 243 m, и то је најниже место Цељске долине. Јужно од града издижу се брда и планине Засавља, које град одељују од савске долине. На граду најближем брду налази се старо утврђење Цељски град (407 m н. в.).

## Историја
У време Келта, Цеље се звало Kelea, што је на келтском значило склониште.
У I веку п. н. е. насеље долази под утицај Римљана који му мењају име у Celeia, а у време владавине римског цара Клаудија (владао од 41. до 54. године) добија градска права под именом municipium Claudia Celeia. Античка Celeia је, према сачуваним записима, била богато и густо насељено место заштићено одбрамбеним зидинама и кулама, пуна зграда са више спратова, широким трговима и улицама.
У време великих сеоба град је био срушен. Обновљен је током раног средњег века. Под именом Cylie (Цеље) се први пут спомиње у адмонтовом летопису написаном између 1122. и 1137. године. У граду је било и средиште Грофова Цељских који су по њему и добили име.
Цеље је више векова било у поседу Хабзбурговаца. 1918. године град се прикључује Краљевству Срба, Хрвата и Словенаца, касније Југославији, да би данас био један од водећих градова Словеније.

## Становништво
Град Цеље данас има око 37.490 становника и по броју је то четврти град у држави. 1900. године град је имао близу 7.000 становника, а 1940. године око 20.000 становника. Пре једног века град је имао већинско немачко становништво, које је исељено после Другог светског рата. Последњих година број становника у граду опада, али у предграђима расте. Ова појава је везана за пресељење младих људи и породица на шире градско подручје, где су услови живота бољи и комфорни.
Као и у свим већим градовима Словеније удео несловеначког становништва (највише из других републике бивше Југославије) је приметан, иако етнички Словенци чине далеко најбројније становништво града и околине.
Етничка припадност (према попису из 1991):
- Словенци: 33.434 (82,1%)
- Срби: 1.864 (4,6%)
- Хрвати: 1.687 (4,1%)
- Муслимани: 466 (1,1%)
- Југословени: 405 (1%)
- Албанци: 189
- Македонци: 140
- Црногорци: 93
- Мађари: 41
- Остали: 82
- Непознато: 1972 (4,8%)
- Неопредељени: 249
- Регионално опредељени: 88

## Партнерски градови
- Гревенброих
- Зинген
- Славонски Брод
- Будва
- Череповец
- Ћуприја
- Грац
- Шпитал
- Добој

## Галерија
- 1830
- Цељски дом
- Старо здање Грофовије
- Градска пошта
- Градска Катедрала Св. Данила
- Куће на Главном тргу
- Железничка станица налази се одмах до главног шеталишта

## Познати становници и особе рођене у Цељу
- Јоланда Чеплак (1976. -) атлетичарка
- Јанез Дрновшек (1950—2008) политичар, државник и други председник Словеније
- Ото Пестнер (1956. -) певач
- Јелко Кацин (1955. -) политичар

## Побратими
Цеље је град-побратим са:
| Гревенбројхом | Немачка        | (од 1986) |
| Сингеном      | Немачка        | (од 1990) |
| Добојем       | Р. Српска, БиХ | (од 1965) |
| Череповецом   | Русија         | од 2009.  |
| Шапцем        | Србија         | од 2024.  |